# Aglomerado estelar aberto

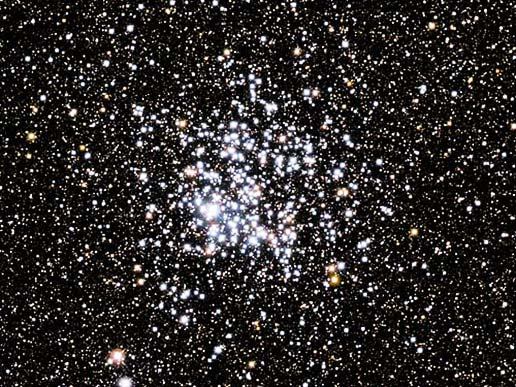
Aglomerado estelar aberto M11. Pode observar-se a sua estrutura pouco densa, formada por estrelas novos e brilhantes.

Os aglomerados estelares abertos são grupos de estrelas formados a partir de uma mesma nuvem molecular, sem estrutura e em geral de forma irregular e englobam centenas de estrelas. Também se denominam aglomerados galácticos, pois se podem encontrar por todo o plano galáctico.
As estrelas dos aglomerados abertos encontram-se ligadas entre si pela gravidade, mas com menor intensidade do que as dos aglomerados globulares. As estrelas que albergam costumam ser novas, maciças e muito quentes, e o seu número pode oscilar desde uma dezena até vários milhares. Encontram-se repartidos em espaços da ordem da trintena de anos-luz e, devido às forças de maré produzidas pelo centro da galáxia, vão-se desagregando devagar. Somente se observam aglomerados abertos em galáxias espirais e irregulares, devido a que nelas a formação estelar é mais ativa.
O diâmetro meio dos aglomerados abertos é de cerca de 10 parsecs (30 anos-luz), e embora se tenham classificado cerca de 1 100 aglomerados abertos na nossa galáxia, estima-se que a cifra poderia ser cem vezes superior. Este número tão escasso é devido a que os aglomerados que se encontram a mais de 5 mil anos-luz de nós (o diâmetro da Via Látea é de 100 mil anos-luz) não podem ser vistos nem sequer com os telescópios mais potentes, pois a poeira galáctica dificulta a sua observação, provocando o que se conhece como absorção interestelar (o meio interestelar absorve parte da luz, chegando à Terra mais enfraquecida), a qual, além disso, afeta em maior grau à luz azul, pelo qual a vista dos aglomerados abertos, ricos em estrelas azuis e localizados especialmente no disco galáctico, fica prejudicada.
Os aglomerados abertos mais novos podem estar conteúdos ainda pela nuvem molecular que os originou, iluminando-a e originando uma região HII. Com o passar do tempo, a pressão de radiação proveniente do aglomerado provocará que a nuvem molecular se disperse. No geral, estima-se que 10% da massa de uma nuvem de gás condensar-se-á em forma de estrelas antes que a pressão de radiação tenha expulsado o resto do gás.
Os aglomerados abertos são objetos muito importantes para o estudo da formação estelar. Devido a que todas as estrelas do aglomerado possuem a mesma idade e similar composição química, os parâmetros variáveis podem ser estudados mais facilmente que em estrelas isoladas.
As Híades são o aglomerado estelar aberto mais próximo da Terra, enquanto as Plêiades é o exemplo mais famoso de aglomerado estelar aberto, o mais brilhante e conspícuo de todos.

## Observações através da história

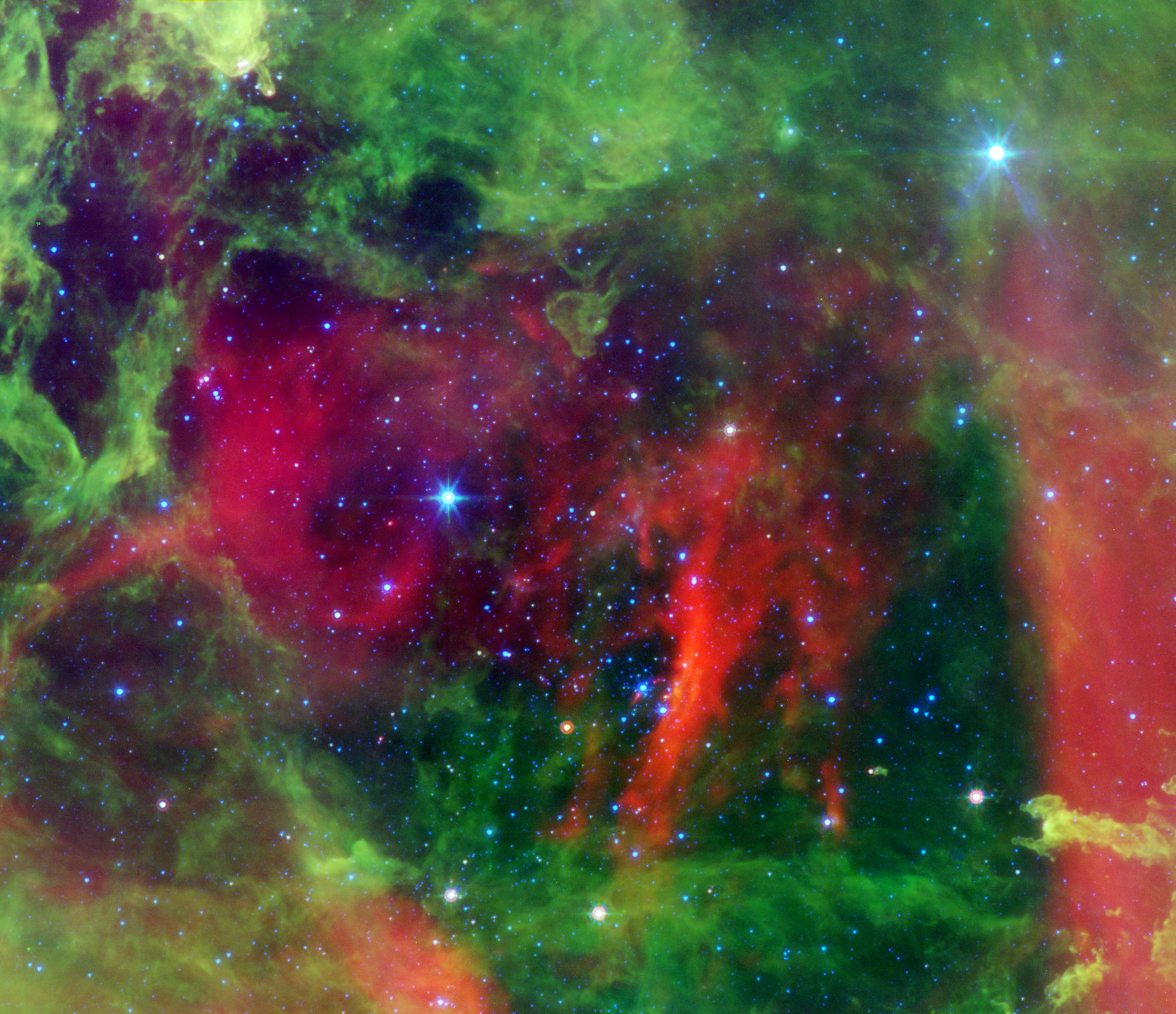
NGC 2244, aglomerado estelar aberto situado na nebulosa Roseta. Inclui múltiplas estrelas azuis jovens, muito quentes, que geram grande quantidade de radiação e fortes ventos estelares.

Já desde a antiguidade, os aglomerados abertos mais destacados como as Plêiades, as Híades ou Praesepe, foram reconhecidos como grupos de estrelas. Ptolomeu, em 138 a.C., já mencionava alguns aglomerados abertos como o que leva o seu nome (Aglomerado de Ptolomeu) ou o vizinho Melotte 111. Outros acreditavam que eram nebulosas e, por fim, após a invenção do telescópio em 1609, Galileu observou Praesepe e reconheceu pela primeira vez que eram constituídos por estrelas. Como os aglomerados abertos são muito brilhantes, podiam ser vistos facilmente com os primeiros telescópios, e em 1782 já se conheciam 66 aglomerados abertos diferentes. As observações telescópicas descobriram dois tipos diferentes de aglomerados; um deles continha centenas de estrelas que se encontravam distribuídas formando uma esfera regular e costumavam aparecer em torno do centro da Via Látea; e o outro apresentava uma escassa população de estrelas distribuídas irregularmente, encontrando-se em toda a galáxia. Os astrônomos dividiram os aglomerados estelares em aglomerados globulares e aglomerados abertos, respectivamente. Os aglomerados abertos chamam-se às vezes aglomerados galácticos, pois podem ser encontrados em toda a galáxia.
Pronto apercebeu-se de que as estrelas dos aglomerados abertos se encontravam fisicamente relacionadas. Em 1767, John Michell calculou que a probabilidade de que um grupo de estrelas, como as Plêiades, seja o resultado da disposição que se observa desde a Terra se forem estrelas sem relação, é de apenas 1 entre 496 000. A astrometria tornou-se mais precisa, revelando que as estrelas do aglomerado possuem um movimento próprio comum através do espaço, e as medidas espectroscópicas mostraram uma velocidade radial comum, demonstrando definitivamente que as estrelas dos aglomerados nasceram ao mesmo tempo, que se encontram à mesma distância de nós e que ficam relacionadas entre elas como grupo.
Apesar de os aglomerados abertos e os globulares formarem dois grupos diferentes, realmente não existe diferença apreciável entre um aglomerado globular de muito escassa densidade e um aglomerado estelar aberto com muita população de estrelas. Alguns astrônomos acreditam que os dois tipos de aglomerados estelares funcionam a partir do mesmo mecanismo, sendo a única diferença que as condições que permitiram a formação dos aglomerados globulares que contêm centenas de milhares de estrelas já não se dão atualmente na nossa galáxia.

## Formação

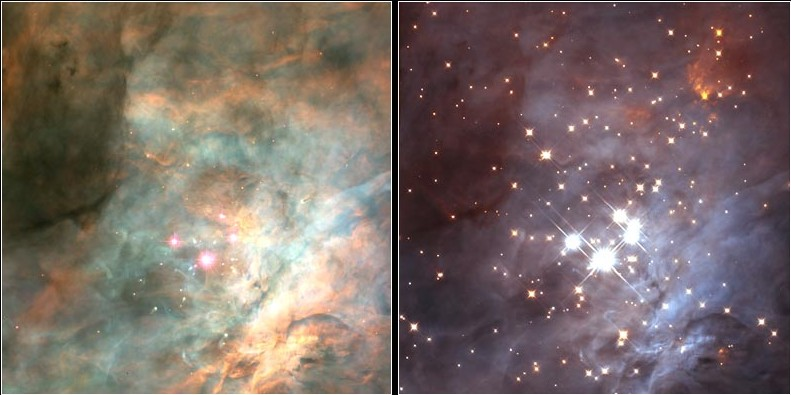
Nebulosa de Órion. A imagem da direita é tomada no espectro infravermelho e evidencia a formação de um denso aglomerado estelar aberto no centro denominado "Aglomerado do Trapézio".

Uma grande parte das estrelas foi formada originariamente em sistemas múltiplos (ou seja, de mais de uma estrela), pois uma única nuvem de gás que contenha várias vezes a massa do Sol seria bastante pesada como para colapsar sob a sua própria gravidade, mas não haveria modo de fazê-lo numa estrela isolada.
Os aglomerados abertos tardam pouco tempo em relação à vida do mesmo. A sua formação começa com o colapso em nome de uma grande nuvem molecular, uma densa e imensa nuvem de gás muito frio que alberga várias centenas de vezes a massa do Sol. Há múltiplos fatores que podem iniciar o colapso da grande nuvem molecular, ou em nome dela, e portanto começar a formar o aglomerado estelar aberto, como podem ser as ondas de choque de uma supernova próxima ou as interações gravitacionais, entre outros muitos. Uma vez que a grande nuvem molecular começou a colapsar, vai-se fragmentando em grupos cada vez menores, obtendo como resultado a formação de vários milhares de estrelas. Na Via Látea, estima-se que o ritmo de formação de aglomerados abertos é de um cada poucos milhares de anos.
Uma vez que a formação de estrelas começou, as mais quentes e maciças (de tipo OB) emitirão ingentes quantidades de radiação ultravioleta. Esta radiação ioniza depressa o gás circundante da grande nuvem molecular, o que causa a formação de uma região HII. Os ventos estelares das estrelas mais maciças, com a pressão de radiação, dirige para fora os gases da nuvem e vão expulsando-os com o tempo; ao cabo de cerca de poucos milhões de anos o aglomerado experimentará a sua primeira supernova, contribuindo em larga medida a expulsar gás do sistema. Passadas várias dezenas de milhões de anos, o aglomerado já se encontra livre de gás e a formação de estrelas finalizou. No geral, menos de 10%  do gás inicial do aglomerado chega a fazer parte das estrelas antes de ser dissipado.

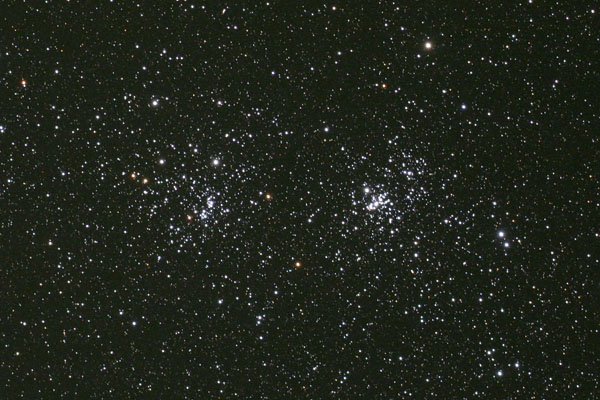
Duplo Aglomerado de Perseu, um aglomerado estelar aberto binário.

Outro modelo possível é que o aglomerado se forme depressa por causa da contração do núcleo da nuvem molecular e, uma vez que as estrelas mais maciças começam a brilhar, expulsem o gás residual à velocidade do som. Desde que o núcleo da nuvem começa a contrair-se até o gás ser repelido costuma passar de um a três milhões de anos, e devido a que geralmente somente 30%  ou 40% do gás do núcleo da nuvem forma estrelas, o processo de expulsão do gás residual pode prejudicar seriamente o aglomerado, podendo perder grande parte das suas estrelas, ou até mesmo na íntegra. Os aglomerados assim formados sofrem uma perda de massa bastante significativa nas primeiras etapas de formação e uma parte importante das estrelas falecem no processo. Devido a que a maioria das estrelas, se não todas, são formadas em aglomerados, estes podem ser uma espécie de pilares de construção das galáxias. A violenta expulsão de gás que dá forma aos aglomerados estelares no momento do seu nascimento deixa marca na morfologia e estrutura cinemática da galáxia.
Pode ocorrer que dois ou mais aglomerados abertos separados se tenham formado a partir da mesma nuvem molecular. Um exemplo disso é a Grande Nuvem de Magalhães, na qual os aglomerados Hodge 301 e R136 foram formados na Nebulosa da Tarântula. Na nossa galáxia, o rastreio do movimento de dois importantes aglomerados abertos próximos, Híades e Praesepe, sugere que se formaram a partir da mesma nuvem 600 milhões de anos antes.
Por vezes, dois aglomerados que nascem ao mesmo tempo podem chegar a formar um aglomerado binário, e acredita-se que este seja o caso de aproximadamente 8% dos aglomerados abertos. O melhor exemplo da Via Látea são os aglomerados "h Persei" e "χ Persei", os quais formam o chamado Duplo Aglomerado de Perseu, embora se conheça com certeza pelo menos mais dez aglomerados duplos. Contudo, conhecem-se muitos mais casos tanto na Pequena como na Grande Nuvem de Magalhães, pois a sua detecção é mais fácil em sistemas externos que na nossa própria galáxia devido a que os efeitos de projeção podem provocar que aglomerados sem relação alguma apareçam muito perto uns dos outros.

## Morfologia e classificação
Os aglomerados abertos podem variar de aglomerados muito dispersos de poucos membros até densas aglomerações de milhares de estrelas. Acostumam seguir a mesma estrutura: um núcleo denso rodeado de uma coroa mais difusa. No geral, o núcleo tem um diâmetro de 3-4 anos-luz, e a coroa estende-se até 20 anos-luz do centro do aglomerado. No centro do aglomerado a densidade costuma ser de cerca de 1,5 estrelas por cada ano-luz cúbico, cerca de 500 vezes mais elevada que perto do Sol.
Em 1930, Harlow Shapley ideou um sistema muito simples de classificação de aglomerados abertos, que descreve a riqueza do número de estrelas e a concentração do aglomerado. Consiste simplesmente numa letra, do "a" ao "g":
- a, Irregularidades de campo;
- b, Associações estelares;
- c, Aglomerados irregulares e muito levemente ligados;
- d, Aglomerados levemente ligados;
- e, Aglomerados com riqueza e concentração intermédia;
- f, Aglomerados bastante concentrados;
- g, Aglomerados com uma grande riqueza e concentração.

No mesmo ano, Robert Trumpler ideou um sistema de classificação de aglomerados abertos muito mais complexo. Segundo este sistema, cada aglomerado recebe três caracteres: o primeiro de eles, em numeração romana, pode oscilar entre I-IV e indica a sua concentração e tamanho até a estrela mais próxima (de maior a menor), o segundo escreve-se em numeração arábiga, podendo variar entre 1 e 3, e revela informação a respeito da luminosidade dos seus membros (de menos a mais), e o último caráter pode ser um p, um m, ou um r, e indica se o aglomerado é pobre (menos de 30), meio (entre 50 e 100), ou rico (mais de 100) em estrelas, respectivamente. Adicionalmente, se o aglomerado se encontra dentro de uma nebulosa, ao final acrescenta-se um n. Em 1990 foi publicado um compêndio de todos os aglomerados abertos da nossa galáxia conhecida até então, todos eles classificados com o sistema de Trumpler.
As Plêiades, sob o sistema de classificação de Trumpler, fica catalogada como "I3rn" (muito concentradas e luminosas, ricas em população de estrelas, e incluídas dentro de uma nebulosa), enquanto as Híades são "II3m" (mais dispersas e com poucas estrelas).

## Distribuição nas galáxias

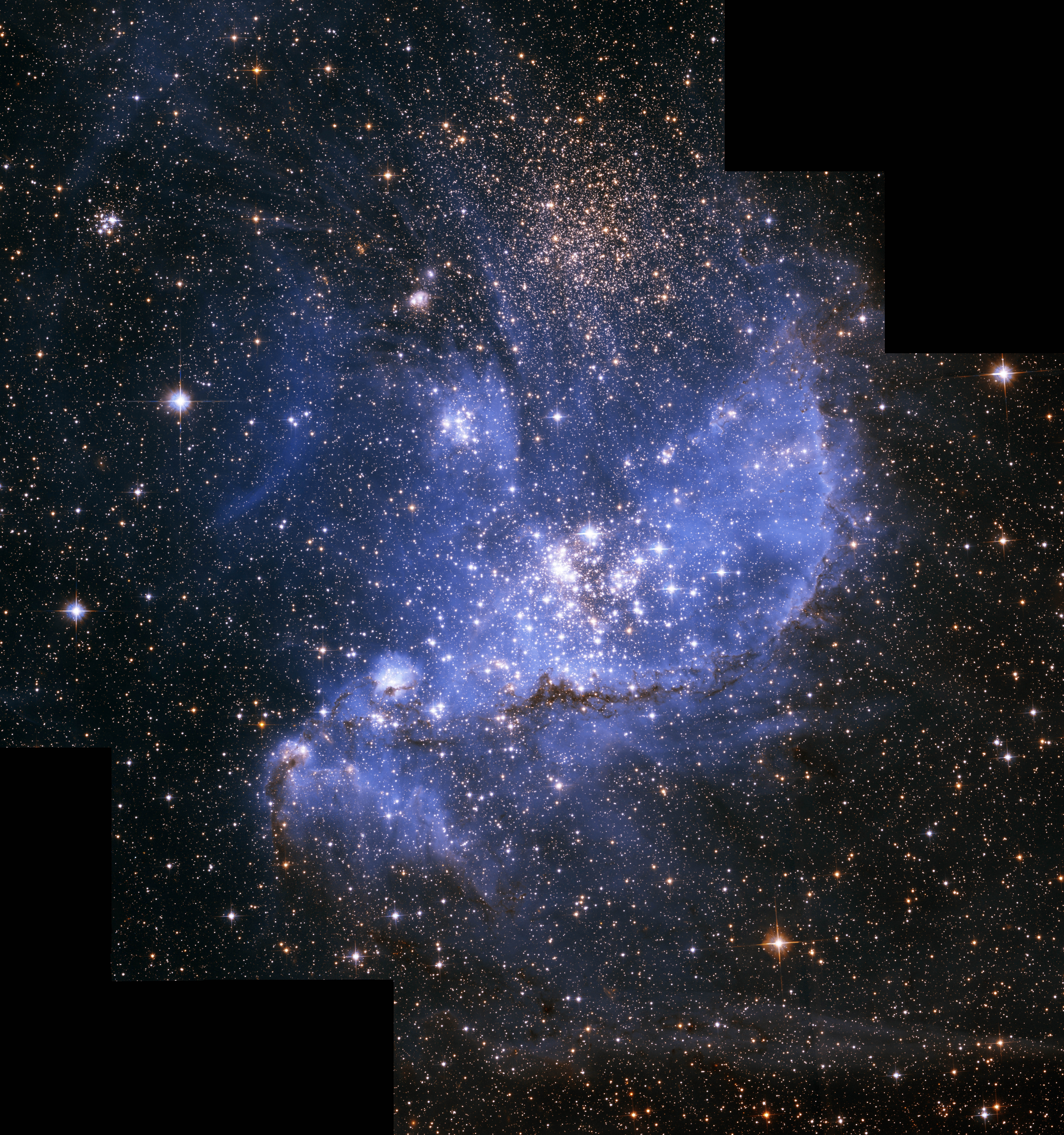
NGC 346, um aglomerado estelar aberto situado na Pequena Nuvem de Magalhães.

Nas galáxias espirais, os aglomerados abertos sempre se acham nos braços espirais, nos quais a densidade dos gases é maior. Adicionalmente, os aglomerados abertos ficam no plano da galáxia.
Nas galáxias irregulares, os aglomerados abertos podem ser encontrados em qualquer lugar, embora por regra geral, quanto maior é a densidade dos gases maior número de aglomerados costumam ser formados. Contudo, não há evidências de aglomerados abertos nas galáxias elípticas, pois a formação de estrelas ali finalizou muitos milhões de anos antes e, portanto, os aglomerados abertos que se puderam formar no passado tiveram tempo para se dispersarem.
Na nossa galáxia, a distribuição dos aglomerados depende em larga medida da idade, ficando os mais antigos a grandes distâncias do centro da galáxia. Isto é devido a que as forças de maré são mais potentes perto do centro da galáxia e portanto as probabilidades de alterar o aglomerado são maiores. Por esta razão, os aglomerados que se originam nas regiões interiores da galáxia tendem a dispersar-se com maior rapidez e a uma idade muito temporã, ao contrário do que acontece com os aglomerados que se originam nas regiões mais externas.
Há cerca de 1 100 aglomerados abertos conhecidos na nossa galáxia, mas estima-se que a cifra real poderia ser cem vezes mais elevada.

## Composição estelar

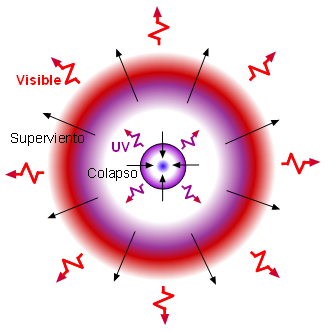
Normalmente uma estrela, no final da sua vida, expande-se formando uma gigante vermelha e esgota todo o hidrogênio possível, até pouco depois se colapsar formando uma anã branca e expulsando as suas camadas exteriores, que ocasionam nebulosas planetárias.

Devido a que os aglomerados abertos se dispersam antes que a maioria das suas estrelas finalizem as suas vidas, a luz que emitem é dominada pelas jovens estrelas azuis, de grande luminosidade e temperatura. Estas estrelas são as mais maciças e a sua vida, de somente umas poucas dezenas de milhões de anos, é a mais curta de todas as estrelas, pois consume muito depressa o seu combustível. Por este motivo, os aglomerados abertos mais antigos costumam conter um maior número de estrelas amarelas.
Alguns aglomerados abertos, porém, incluem estrelas azuis mais novas que o resto de estrelas do aglomerado. Estas estrelas, observadas também nos aglomerados globulares, recebem o nome de estrelas retardatárias azuis (blue stragglers em inglês). Acredita-se que nos densos núcleos dos aglomerados globulares, estas estrelas originam-se devido a colisões entre estrelas, formando uma estrela mais maciça e quente. Contudo, os aglomerados abertos não apresentam a densidade de estrelas dos globulares, pelo qual as colisões entre estrelas não podem explicar a sua formação. Em lugar disso, acredita-se que a grande maioria se origina devido a interações dinâmicas com outras estrelas, formando um sistema binário e fusionando-se numa sozinha estrela.
Com o tempo, as estrelas de mediana e baixa massa esgotarão as suas reservas de hidrogênio e não poderão prosseguir a fusão nuclear, deixando escapar as suas camadas externas para formar uma nebulosa planetária e tornando-se anãs brancas. Apesar de a grande maioria dos aglomerados se dispersarem antes que o número de estrelas que tenha atingido a etapa de anãs brancas seja significativo, o número observado delas é muito menor do qual caberia esperar se levarmos em conta a idade do aglomerado e a sua distribuição inicial de massas estelares. Uma possível explicação desta escassez poderia ser que quando se encontram na fase de gigante vermelha e as suas camadas externas são expulsas, poder-se-ia dar uma leve assimetria na perda de material, provocando uma espécie de "golpe" que lançaria a estrela a uma velocidade de poucos quilômetros por segundo, suficiente para escapar do aglomerado.

## Destino final

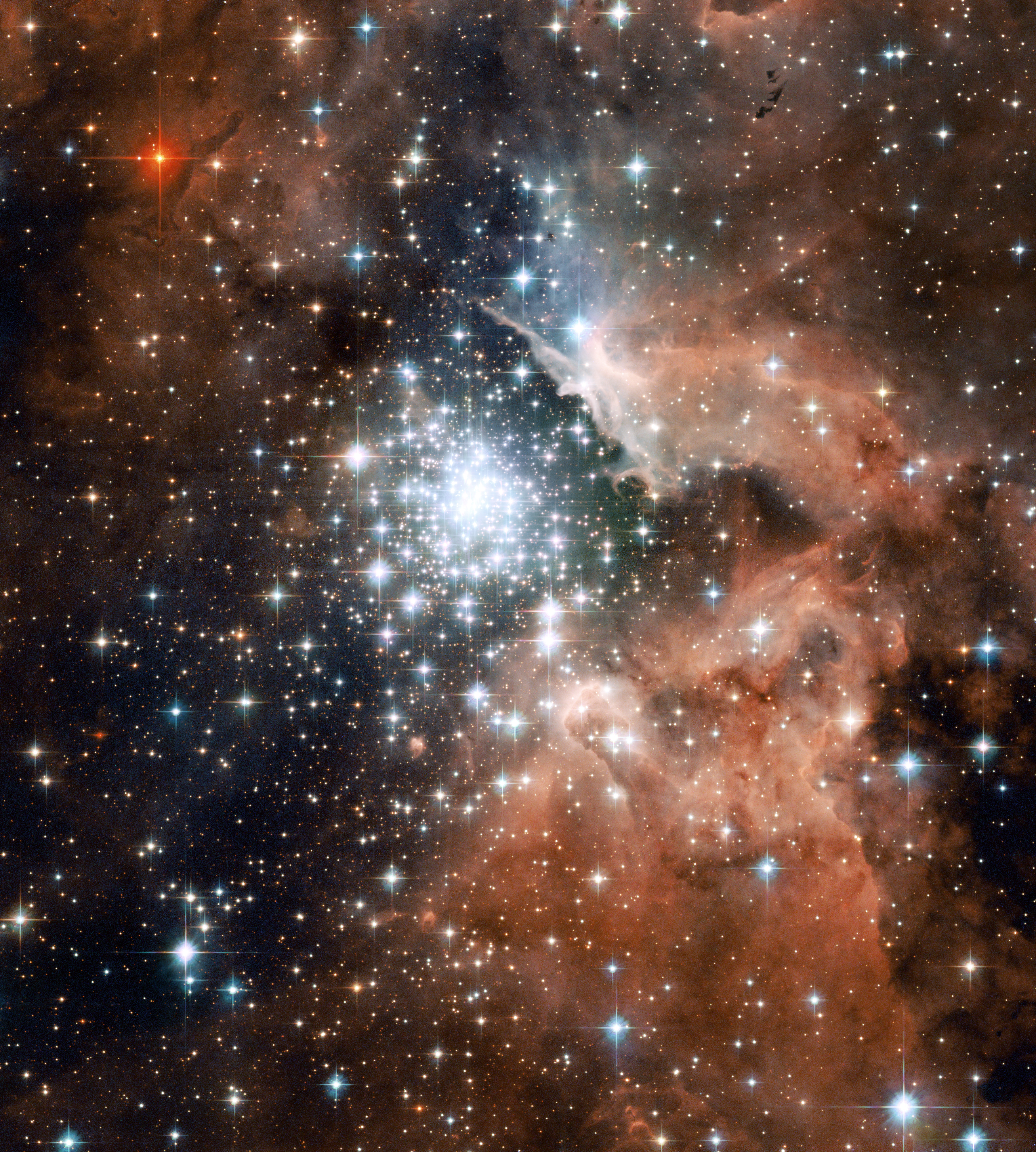
NGC 3603 é uma região HII gigante que alberga um aglomerado estelar aberto de 2000 estrelas. Trata-se da única região HII gigante da Via Látea que emite comprimentos de onda visíveis.

Muitos aglomerados abertos são instáveis, ou seja, que a velocidade de escape do sistema é menor que a velocidade média das estrelas que contém. Estes aglomerados dispersam-se depressa em apenas alguns milhões de anos. Em muitos casos, a expulsão de gás devida à pressão de radiação das estrelas novas mais quentes reduz a massa do aglomerado o suficiente como para permitir uma rápida dispersão.
Os aglomerados que possuem massa suficiente para permanecer ligados pela gravidade, uma vez que a nebulosa se evaporou, podem permanecer facilmente distinguíveis durante dezenas de milhões de anos, mas, com o tempo, os processos tanto internos quanto externos tenderão sempre a dispersá-lo. Quanto aos processos internos, podem ocorrer encontros entre duas estrelas do aglomerado, provocando que a velocidade de uma delas se eleve até superar a velocidade de escape do aglomerado, o que, a longo prazo, se traduz numa lenta mas gradual "evaporação" dos seus membros.
Quanto aos processos externos, um aglomerado estelar aberto pode ficar afetado por determinados eventos, como por exemplo se passa perto ou através de uma nuvem molecular, o que se estima que costuma passar aproximadamente cada 500 milhões de anos. As forças de maré geradas no encontro tendem a alterar em larga medida o aglomerado. Finalmente, o aglomerado torna-se numa corrente de estrelas, sem estar o bastante juntas como para ser considerado aglomerado, mas guardando relação entre elas e movimentando-se em direções e velocidades similares. O tempo que passa até o aglomerado se ver afetado depende da densidade de estrelas inicial, demorando mais tempo os aglomerados mais comprimidos. Estima-se que a vida média de um aglomerado (quando perdeu a metade das estrelas originais), oscila entre 150 e 800 milhões de anos, dependendo da densidade inicial.
Uma vez que um aglomerado deixa de estar unido gravitacionalmente, muitas das suas estrelas movimentar-se-ão pelo espaço em trajetórias muito similares, formando o que se conhece como associação estelar, aglomerado móvel ou grupo móvel. Algumas das estrelas mais brilhantes da Ursa Major foram membros de um aglomerado estelar aberto que agora forma uma associação deste tipo, denominada Associação estelar da Ursa Major, que tem 126 estrelas conhecidas. Finalmente, as suas diferentes velocidades relativas farão que se disseminem por toda a galáxia.

## Estudo da evolução estelar

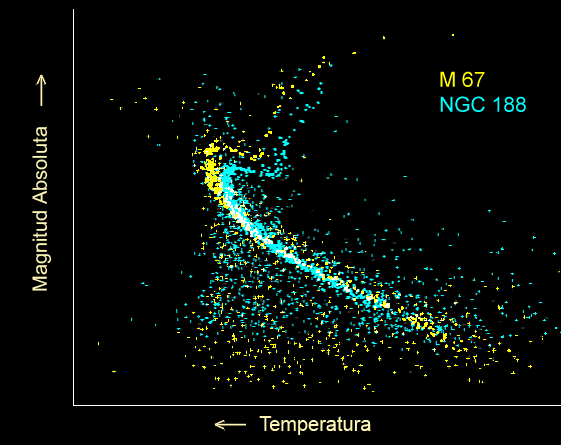
Diagrama de Hertzsprung-Russell superposto para dois aglomerados abertos. NGC 188 é um aglomerado mais antigo, pelo que possui mais estrelas afastadas da sequência principal que o aglomerado M67.

Quando se traça o diagrama de Hertzsprung-Russell para um aglomerado estelar aberto, observa-se que a maioria das suas estrelas se encontram na sequência principal. As estrelas mais maciças começaram a abandonar a sequência principal e está-se tornando em gigantes vermelhas; de fato, as estrelas que não se encontram na sequência principal costumam ser empregue para estimar a idade do aglomerado.
Devido a que todas as estrelas de um aglomerado estelar aberto distam o mesmo da Terra e nasceram praticamente ao mesmo tempo e do mesmo material, as diferenças no brilho aparente das estrelas são devidas unicamente à sua massa. Este fato faz que os aglomerados sejam entes muito úteis no estudo da evolução estelar, pois ao comparar duas estrelas diferentes muitos dos parâmetros variáveis estão fixados.
O estudo das quantidades de lítio e berílio nos aglomerados abertos arroja importantes pistas a respeito da evolução das estrelas e das suas estruturas internas. Enquanto o hidrogênio não pode fusionar-se para formar hélio até a temperatura atingir os 10 milhões de K, o lítio e o berílio o fazem a temperaturas de 2,5 e 3,5 milhões de K, respectivamente, o que significa que as suas quantidades dependem em larga medida da mistura no interior das estrelas. O estudo destes dois elementos permite fixar determinados parâmetros variáveis tais como a idade ou a composição química.
Os estudos também revelam que a abundância observada destes elementos é muito menor do previsto segundo os modelos de evolução estelar. Embora ainda não se compreenda totalmente as causas desta carência, uma possibilidade é que a convecção no interior das estrelas possa chegar até regiões nas que a radiação é a forma dominante de transporte de energia.

## Os aglomerados abertos e a escada das distâncias cósmicas
A determinação das distâncias dos diferentes objetos astronômicos é crucial para a sua compreensão. Contudo, a grande maioria destes objetos encontram-se longe demais como para determinar a distância diretamente. A escada das distâncias cósmicas estima estas distâncias baseando-se numa série de medições indiretas, e por vezes incertas, nas quais se envolvem objetos mais próximos cuja distância pode-se determinar diretamente, para depois ir aumentando paulatinamente outros objetos mais distantes. Neste passo, os aglomerados abertos têm um papel de grande relevância.
Pode-se medir diretamente a distância dos aglomerados abertos mais próximos mediante vários métodos. Em primeiro lugar, a paralaxe (ou seja, observar o objeto desde a Terra quando esta se encontra num ponto da sua órbita em redor do Sol e voltar a observá-lo quando se encontra no ponto contrário, registrando então a pequena mudança na sua posição aparente) de estrelas nos aglomerados abertos próximos pode ser medido do mesmo jeito que nas estrelas isoladas. Aglomerados como as Plêiades, as Híades e alguns outros que se encontram cerca dos 500 anos-luz de distância da Terra podem ser medidos por este método. O objetivo do satélite Hipparcos consistiu em estimar com maior precisão estas distâncias pelo método da paralaxe.
.

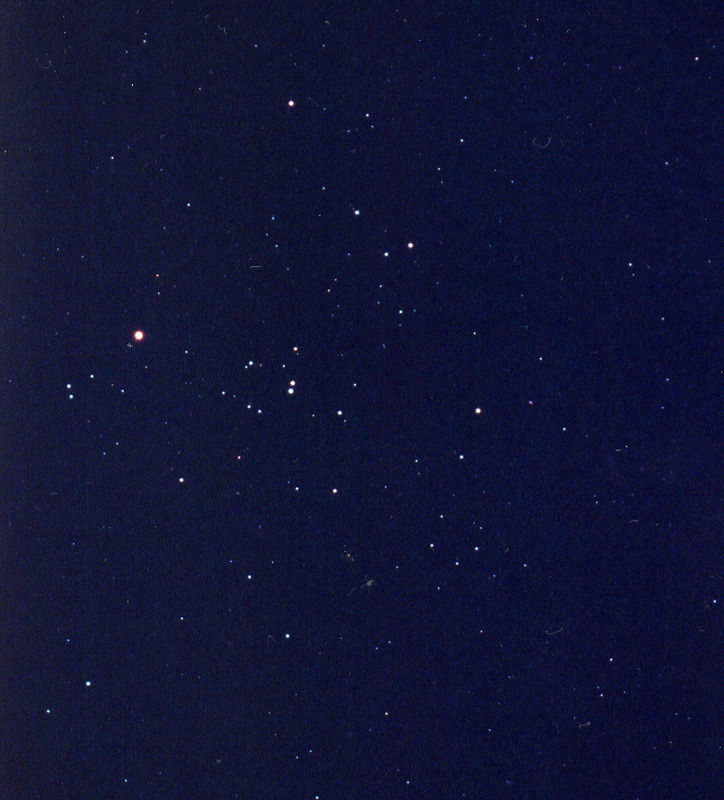
As Híades, o aglomerado estelar aberto mais próximo da Terra, cuja distância foi estimada mediante o método do aglomerado móvel

Outro método direto é o chamado método do aglomerado móvel e basear-se no fato de que todas as estrelas de um aglomerado compartilharem o mesmo movimento através do espaço. Ao medir o movimento relativo dos membros do aglomerado pode ser deduzido que convergem num ponto de fuga. A velocidade radial dos membros do aglomerado pode ser determinada mediante o efeito Doppler do seu espectro, e se já se conhece a velocidade radial, o movimento relativo e a distância angular ao ponto de fuga, mediante simples trigonometria pode ser calculada a distância ao aglomerado. As Híades são o exemplo mais conhecido de aplicação deste método, o qual revela que a distância Tierra-Híades é de 46,34 ±0,27 parsecs (151 anos-luz aprox.).
Uma vez que se estabeleceram as distâncias aos aglomerados mais próximos, outras técnicas podem estender a escala das distâncias até aglomerados mais afastados. Pode-se estimar a distância a um aglomerado mais afastado relacionando a sequência principal do diagrama de Hertzsprung-Russell com um cuja distância é conhecida. O aglomerado estelar aberto mais próximo da Terra são as Híades e embora existe uma associação estelar à metade de distância das Híades, esta não pode ser considerada aglomerado estelar aberto porque as suas estrelas não se encontram ligadas gravitacionalmente. O aglomerado estelar aberto conhecido mais afastado da Terra na nossa galáxia é denominado Berkeley 29, e encontra-se a uma distância aproximada de 15 000 parsecs (cerca de 50 mil anos-luz). Os aglomerados abertos podem ser detectar facilmente em outras galáxias do Grupo Local.
O conhecimento preciso das distâncias aos aglomerados abertos é de grande importância para determinar a relação no período de luminosidade de alguns tipos de estrelas variáveis, como as cefeidas ou as RR Lyrae, que pode ser empregue como velas padrão. As distâncias destas estrelas luminosas podem ser determinadas ainda se o objeto se encontra muito longe, e servem para estender a escada das distâncias cósmicas até as galáxias próximas do Grupo Local.